# Turac de Ruspoli
El turac de Ruspoli (Tauraco ruspolii) és una espècie d'ocell de la família dels musofàgids (Musophagidae) que habita boscos de les terres altes del sud d'Etiòpia.